# Иида (княжество)
Княжество Иида (яп. 飯田藩 Иида-хан) — феодальное княжество (хан) в Японии периода Эдо (1601—1871). Иида-хан располагался в провинции Синано (современная префектура Нагано) на острове Хонсю.
Административный центр хана: Замок Иида в провинции Синано (современный город Иида, префектура Нагано). Княжество было также известно как Синано-Иида-хан (信濃飯田藩).

## История
В период Сэнгоку район вокруг замка Иида находился под властью Акиямы Нобутомо (1531—1575), вассала и генерала Такэды Сингэна. После уничтожения клана Такэда замок Иида перешел под власть Токугава Иэясу, который назначил его правителями своих вассалов: Суганума Садатоси, Мори Хидэёри и Кёгоку Такатомо.
После битвы при Сэкигахаре и создания сёгуната Токугава в 1601 году в замок Иида был назначен Огасавара Хидэмаса (1569—1615), который ранее правил в Кога-хане в провинции Симоса. Огасавара Хидэмаса стал даймё Иида-хана в провинции Синано (50 000 коку). В 1613 году он был переведен в Мацумото-хан в провинции Синано.
В 1613—1617 годах Иида-хан находился под прямым управлением сёгуната Токугава. В 1617 году новым владельцем замка Иида был назначен Вакидзава Ясумото (1584—1654), ранее правивший в Одзу-хане в провинции Иё. Его сын и преемник, Вакидзава Ясумаса (1633—1694), 2-й даймё Иида-хана (1654—1672), уменьшил свои владения на 2 000 коку, выделив удел одному из своих дядей. В 1672 году Вакидзава Ясумаса был переведен в Тацуно-хан в провинции Харима, где его потомки управляли до Реставрации Мэйдзи.
В 1672 году новым правителем Иида-хан был назначен Хори Тикамаса (1606—1673), ранее правивший в Карасуяма-хане в провинции Симоцукэ. Его доход был сокращен до 20 000 коку риса. Финансы княжества никогда не были в хорошем состоянии, ситуация в Иида-хане продолжала ухудшаться на протяжении многих лет, что привело к крупным беспорядкам в 1762 и 1809 годах. Хори Тикасигэ, 10-й даймё Иида-хана (1796—1846), был близким сторонником Мидзуно Тадакуни и занимал ряд важных постов в сёгунате, включая родзю. При нём доход княжества первоначально был увеличен до 27 000 коку, а затем понижен до 17 000 коку после провала реформ годов Тэмпо (1841—1843) и последующей обратной реакции. В период Бакумацу рисовый доход Иида-хана был сокращен ещё на 2 000 коку.
Во время Войны Босин (1868—1869) Иида-хан поддерживал новое императорское правительство Мэйдзи против сторонников сёгуната Токугава. В июле 1871 года после административно-политической реформы Иида-хан был ликвидирован. На территории бывшего княжества первоначально была создана префектура Иида, которая позднее была включена в состав недавно созданной префектуры Нагано. Хори Тикахиро (1849—1899), последний даймё Иида-хана (1868—1871), получил наследственный титул виконта (сисяку) в новой японской аристократической иерархии (кадзоку).

## Список даймё
| #                                         | Имя и годы жизни                                | Правление | Титул                               | Ранг                        | Кокудара                       | Примечания                                                                       |
| ----------------------------------------- | ----------------------------------------------- | --------- | ----------------------------------- | --------------------------- | ------------------------------ | -------------------------------------------------------------------------------- |
| Род Огасавара (фудай) 1601—1613           |                                                 |           |                                     |                             |                                |                                                                                  |
| 1                                         | Огасавара Хидэмаса (1569-1615) (яп. 小笠原秀政) | 1601-1613 | Хебу-дайфу (兵部大輔)               | Пятый нижний (従五位下)     | 50,000 коку                    | Сын Огасавара Саданори (1546—1595)                                               |
| Сёгунат Токугава 1613—1617                |                                                 |           |                                     |                             |                                |                                                                                  |
| Род Вакидзава (тодзама / фудай) 1617—1672 |                                                 |           |                                     |                             |                                |                                                                                  |
| 1                                         | Вакидзава Ясумото (1584-1654) (яп. 脇坂安元)    | 1617-1654 | Авадзи-но-ками (淡路守)             | Пятый нижний (従五位下)     | 55,000 коку                    | Второй сын Вакидзавы Ясухару (1554—1626), 1-го даймё Одзу-хана (16109-1615)      |
| 2                                         | Вакидзава Ясумаса (1633-1694) (яп. 脇坂安政)    | 1654-1672 | Накацукаса-но-сё (中務少輔)         | Пятый нижний (従五位下)     | 55,000 -> 53,000 koku          | Второй сын Хотты Масамори (1606—1651), приёмный сын и преемник Вакидзавы Ясумото |
| Род Хори (тодзама / фудай) 1672—1871      |                                                 |           |                                     |                             |                                |                                                                                  |
| 1                                         | Хори Тикамаса (1606-1673) (яп. 堀親昌)          | 1672-1673 | Мимасака-но-ками (美作守)           | Пятый нижний (従五位下)     | 20,000 коку                    | Старший сын Хори Тикаёси (1580—1637), 1-го даймё Карасуяма-хана (1627—1637)      |
| 2                                         | Хори Тикасада (1640-1685) (яп. 堀親貞)          | 1673-1685 | Суо-но-ками (周防守)                | Пятый нижний (従五位下)     | 20,000 коку                    | Старишй сын предыдущего                                                          |
| 3                                         | Хори Тикацунэ (1674-1697) (яп. 堀親常)          | 1686-1697 | Суо-но-ками (周防守)                | Пятый нижний (従五位下)     | 20,000 коку                    | Сын Кондо Сигэнобу (1637—1693), приёмный сын предыдущего                         |
| 4                                         | Хори Тикатака (1684-1715) (яп. 堀親賢)          | 1697-1715 | Ямато-но-ками (大和守)              | Пятый нижний (従五位下)     | 20,000 коку                    | Приёмный сын предыдущего                                                         |
| 5                                         | Хори Тиканобу (1707-1728) (яп. 堀親庸)          | 1715-1728 | Вакаса-но-ками (若狭守)             | Пятый нижний (従五位下)     | 20,000 коку                    | Старший сын предыдущего                                                          |
| 6                                         | Хори Тикатада (1716-1746) (яп. 堀親蔵)          | 1728-1746 | Ямато-но-ками (大和守)              | Пятый нижний (従五位下)     | 20,000 коку                    | Младший брат предыдущего, второй сын Хори Тикатаки                               |
| 7                                         | Хори Тиканага (1739-1808) (яп. 堀親長)          | 1746-1779 | Ямато-но-ками (大和守)              | Пятый нижний (従五位下)     | 20,000 коку                    | Старший сын предыдущего                                                          |
| 8                                         | Хори Тикатада (1762-1784) (яп. 堀親忠)          | 1779-1784 | Ямасиро-но-ками (山城守)            | Пятый нижний (従五位下)     | 20,000 коку                    | Старший сын предыдущего                                                          |
| 9                                         | Хори Тикатами (1777-1796) (яп. 堀親民)          | 1784-1796 | Ямато-но-ками (大和守)              | Пятый нижний (従五位下)     | 20,000 коку                    | Младший брат предыдущего                                                         |
| 10                                        | Хори Тикасигэ (1786-1849) (яп. 堀 親寚)         | 1796-1846 | Ямато-но-ками (大和守)              | Четвертый нижний (従四位下) | 20,000 ->27,000 -> 17,000 коку | Младший брат предыдущего                                                         |
| 11                                        | Хори Тикаёси (1814-1880) (яп. 堀親義)           | 1846-1868 | Ивами-но-ками (石見守); Jijū (侍従) | Пятый нижний (従五位下)     | 17,000 ->15,000 коку           | Второй сын предыдущего                                                           |
| 12                                        | Хори Тикахиро (1849-1899) (яп. 堀親広)          | 1868-1871 | Мимасака-но-ками (美濃守)           | Пятый нижний (従五位下)     | 15,000 коку                    | Приёмный сын предыдущего                                                         |